# Sölve Adamsson
Nils Sölve Adamsson, född 3 oktober 1913 i Kungsholms församling i Stockholm, död 17 augusti 1987 i Kungsholms församling i Stockholm, var en svensk företagsledare.
Sölve Adamsson var son till företagsledarna och preventivmedelsförsäljarna Nils och Karin Adamsson. Efter studentexamen 1935 var han anställd hos AB Skånska ättiksfabriken i Stockholm 1936 varpå han verkade vid Svenska handelskammaren i London 1937–1938.
År 1940 började han på AB Nils Adamsson i Stockholm, där modern tagit över ledningen efter faderns död 1939. Själv var han verkställande direktör i företaget under dryga 20 år, från 1955 till 1976.
Han var ordförande i Svenska sjukvårdsaffärers riksförbund 1950–1954, deputerad av Stockholms Grosshandelssocietet, ledamot av Stockholms Borgerskaps 50 äldste samt styrelseledamot av Polarn o. Pyret AB.
Sölve Adamsson var 1943–1957 gift med Ingrid Solveig ”Lillemor” Warring (1917–1962), dotter till grosshandlare Einar Warring och Frida Raanaess. Han blev far till sönerna Tommy (född 1945) och Trolle (född 1949). Andra gången gifte han sig 1958 med skådespelaren Sickan Carlsson.

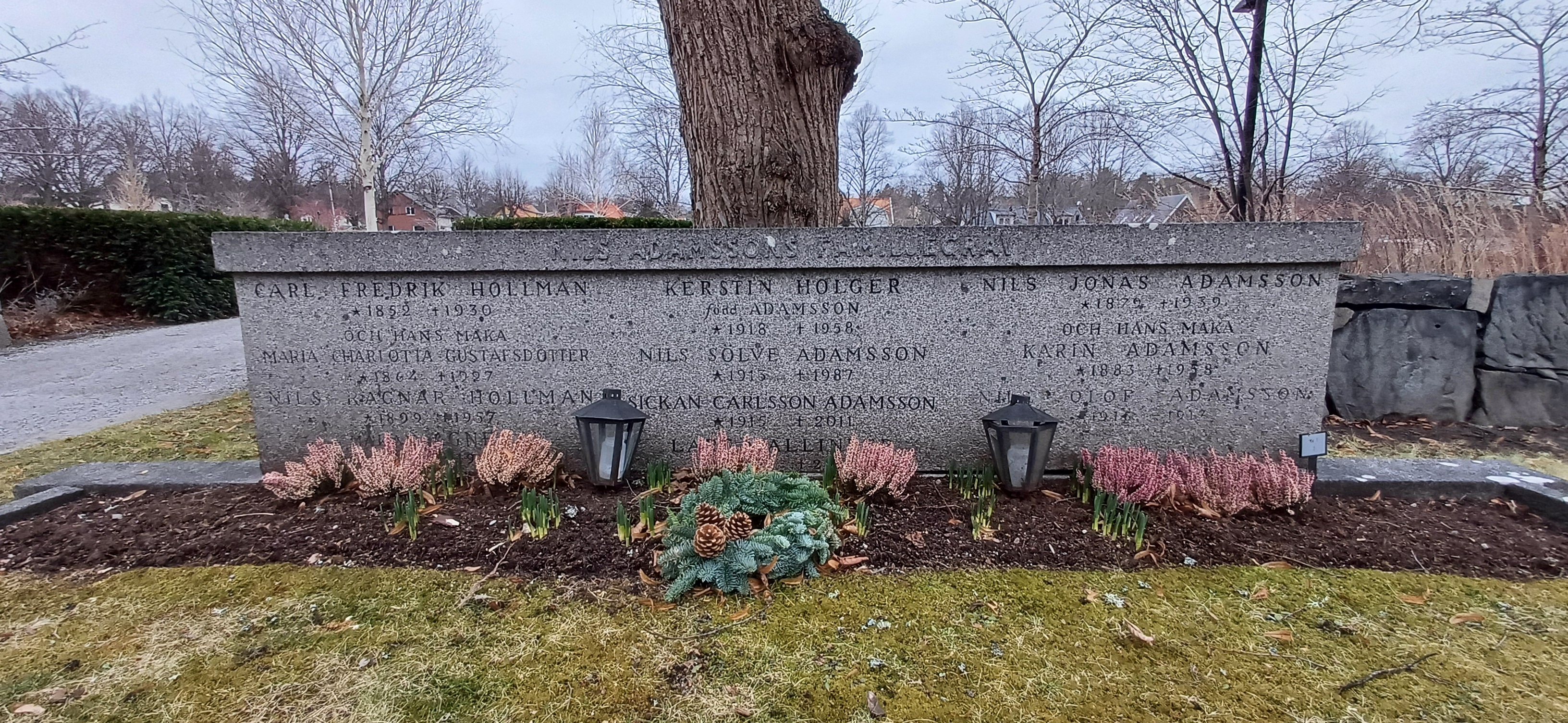
Familjegraven på Bromma kyrkogård

Han är begravd i en släktgrav för familjerna Hollman och Adamsson på Bromma kyrkogård i Stockholm.